# Сайтама (город)
Са́йтама (яп. さいたま市 Саитама-си) — город в Японии, административный центр префектуры Сайтама. Город входит в агломерацию Большого Токио.
Площадь города составляет 217,49 км², население — 1 250 928 человек (1 августа 2014), плотность населения — 5751,66 чел./км².
Город был образован 1 мая 2001 года вследствие объединения городов Урава, Омия и Йоно. 1 апреля 2005 года к Сайтаме на востоке был присоединён город Ивацуки. Сайтама является городом, определённым указом правительства с 1 апреля 2003 года.

## Климат
Климат субтропический муссонный (согласно классификации климатов Кёппена — Cfa) с очень жарким летом и мягкой зимой. Количество выпадающих осадков велико в течение всего года, несколько меньшее количество осадков выпадает зимой.
| Показатель                                                                             | Янв. | Фев. | Март | Апр.  | Май   | Июнь  | Июль  | Авг.  | Сен.  | Окт.  | Нояб. | Дек. | Год  |
| -------------------------------------------------------------------------------------- | ---- | ---- | ---- | ----- | ----- | ----- | ----- | ----- | ----- | ----- | ----- | ---- | ---- |
| Абсолютный максимум, °C                                                                | 18,7 | 25,5 | 25,4 | 31,2  | 33,3  | 35,9  | 38,7  | 37,9  | 37,4  | 32,1  | 25,6  | 25,1 | 38,7 |
| Средний суточный максимум, °C                                                          | 9,2  | 9,9  | 13,1 | 19,0  | 23,2  | 26,0  | 29,8  | 31,5  | 27,1  | 21,6  | 16,2  | 11,7 | 19,9 |
| Средняя температура, °C                                                                | 3,6  | 4,4  | 7,8  | 13,4  | 18,0  | 21,5  | 25,1  | 26,6  | 22,7  | 16,9  | 11,0  | 5,9  | 14,8 |
| Средний суточный минимум, °C                                                           | −1,5 | −0,6 | 2,8  | 8,1   | 13,4  | 17,7  | 21,5  | 22,9  | 19,2  | 12,8  | 6,2   | 0,8  | 10,3 |
| Абсолютный минимум, °C                                                                 | −7,8 | −8,7 | −5   | −2    | 4,8   | 11,5  | 14,7  | 17,1  | 9,5   | 3,6   | −2,4  | −6,7 | −8,7 |
| Норма осадков, мм                                                                      | 37,4 | 43,1 | 90,9 | 102,3 | 117,3 | 142,4 | 148,1 | 176,3 | 201,8 | 164,9 | 75,7  | 41,1 | 1346 |
| Источник: Японское метеорологическое агентство 観測史上1〜10位の値（年間を通じての値） |      |      |      |       |       |       |       |       |       |       |       |      |      |

## Административное деление
Сайтама разделена на 10 районов (ку):
| ■1 — Тюо-ку     | 中央区 | (розово-красный)                   |
| ■2 — Ивацуки-ку | 岩槻区 | (цвет охры)                        |
| ■3 — Кита-ку    | 北区   | (тёмно-зелёный)                    |
| ■4 — Мидори-ку  | 緑区   | (зелёный)                          |
| ■5 — Минами-ку  | 南区   | (жёлто-лимонный)                   |
| ■6 — Минума-ку  | 見沼区 | (небесно-голубой)                  |
| ■7 — Ниси-ку    | 西区   | (синий)                            |
| ■8 — Омия-ку    | 大宮区 | (оранжевый)                        |
| ■9 — Сакура-ку  | 桜区   | (цвет лепестка сакуры)             |
| ■10 — Урава-ку  | 浦和区 | (красный) — административный центр |

## Население
Население города составляет 1 250 928 человек (1 августа 2014), а плотность — 5751,66 чел./км². Изменение численности населения с 1980 по 2005 годы:
| 1980 | 879 291 чел.   |  |
| 1985 | 922 757 чел.   |  |
| 1990 | 1 007 569 чел. |  |
| 1995 | 1 078 545 чел. |  |
| 2000 | 1 133 300 чел. |  |
| 2005 | 1 176 314 чел. |  |

## Транспорт
Сайтама соединена железной и автомобильными дорогами с Токио (Кокудо 16). Аэропорт Хонда в городе Окегава предназначен для общей авиации. Он не совершает транспортных услуг. Поездка от международных аэропортов Ханеда и Нарита занимает около двух часов.
В связи с проведением в 2002 году Чемпионата мира по футболу была продлена линия Токийского метрополитена Намбоку от станции Акабане-Ивабути до Урава-Мисоно. Но за пределами Токио линия называется Сайтама-Рэйлвэй (англ. Saitama Railway).

## Спорт
В Сайтаме есть две футбольные команды японской Джей-лиги: «Урава Ред Даймондс» и «Омия Ардия». На новом стадионе «Сайтама 2002» были проведены несколько матчей Чемпионата мира по футболу, в том числе один полуфинал. Также в Сайтаме проводились бои по смешанным единоборствам PRIDE Fighting Championships, где успешно выступал российский боец Фёдор Емельяненко.
На стадионе Сайтама Супер Арена проводятся международные соревнования по фигурному катанию, включая чемпионаты мира (2014 и 2019).

## Города-побратимы
Побратимы Сайтамы:
- Толука-де-Лердо (1979)
- Чжэнчжоу (1981)
- Гамильтон (1984)
- Ричмонд (1994)
- Нанаймо (1996)
- Питтсбург (1998)